# Bleicherde
Bleicherde (auch Walk[er]erde, Fullererde, Füllerde, Vollerde, Seifenerde oder Bleicherleim) ist der Sammelbegriff für ein Gemenge aus verschiedenen quellfähigen Schichtsilikaten aus der Gruppe der Smektite, welche zu den Tonmineralen gehören. Hauptbestandteil ist das Montmorillonit.

## Verwendung
Historisch wurde Bleicherde wegen der hohen Fettabsorption in der Tuchproduktion ähnlich wie Seife eingesetzt, um Wolle von Lanolin zu befreien und die Verfilzung der Fasern zu fördern.
Bleicherden werden hauptsächlich als Adsorptionsmittel bei der Raffination von Speiseöl (Entfärbung, Reinigung und Stabilisierung) eingesetzt.
In der Lebensmittelindustrie werden Bleicherden zur Schönung von Wein, Most und Saft, zur Bierstabilisierung und zur Reinigung von Zuckersaft und -sirup verwendet.
In der Papierindustrie werden Bleicherden als Pigment und Farbentwickler benutzt.
Bleicherde kann auch als Bindemittel für Fett/Öl auf Wasser verwendet werden.
Zur Abtrennung von Farbstoffen, Hydroperoxiden oder Schwermetallen wird bei 90 °C Bleicherde (Aluminiumsilikat) zugesetzt. Oft geschieht dies in Kombination mit Aktivkohle.
Im 18. Jahrhundert wurde Bleicherde vor allem in Sachsen (z. B. Colditz, Schwarzenberg, Grimma, Leipzig) abgebaut sowie in der damaligen Mark Brandenburg (heute Polen) im Raum Frankfurt (Oder). Bei Weilburg, Aachen und Roßwein sowie in Schlesien und der Steiermark sind im 19. Jahrhundert Bleicherde-Vorkommen abgebaut worden.

## Fördermengen
Der Großteil der globalen Abbaumengen entfiel 2019 und 2020 auf die USA. Eine Übersicht bietet die folgende Tabelle.
| Land               | 2019        | 2020      |
| ------------------ | ----------- | --------- |
|                    | (in Tonnen) |           |
| Griechenland       | 37.000      | 34.000    |
| Indien             | 6.000       | 730.000   |
| Mexiko             | 110.000     | 110.000   |
| Senegal            | 117.000     | 117.000   |
| Spanien            | 626.000     | 590.000   |
| Türkei             | 20.000      | 60.000    |
| Vereinigte Staaten | 1.920.000   | 1.980.000 |
| Andere Länder      | 344.000     | 313.000   |
| Gesamt             | 3.180.000   | 3.930.000 |